# 에디 에드워즈 (스키점프 선수)
마이클 "에디" 에드워즈(영어: Michael "Eddie" Edwards, 1963년 12월 5일 ~ )는 영국의 스키점프 선수이다. 독수리 에디(영어: Eddie the Eagle)이라는 별명으로 잘 알려져 있다.
1988년 캘거리 동계 올림픽에서 영국 선수로는 처음으로 스키점프 종목에 참가하였다. 스키점프 영국 기록 보유자인 것뿐만 아니라 스피드 스키 세계 역대 9위 기록이 있었다.

## 전기 영화
에드워즈의 생애를 그린 영화 《독수리 에디》가 2016년 4월 7일 개봉되었다.

## 같이 보기
- 에릭 무삼바니
- 스티븐 브래드버리